# Egyenes csikóhal
Az egyenes csikóhal (Hippocampus erectus) a sugarasúszójú halak (Actinopterygii) osztályának pikóalakúak (Gasterosteiformes) rendjébe, ezen belül a tűhalfélék (Syngnathidae) családjába tartozó faj.

## Előfordulása
Az egyenes csikóhal előfordulási területe az Atlanti-óceán nyugati fele; a kanadai Új-Skóciától az Észak-Mexikói-öblön keresztül, egészen Panamáig és Venezueláig.

## Megjelenése
Ez a hal 6,3 centiméteresen felnőttnek számít, azonban egyes példányok elérik a 19 centiméteres hosszt is. A hátúszóján 16-20 sugár látható.

## Életmódja
Szubtrópusi és tengeri halfaj, amely általában a korallzátonyokon, a szarukorallok között, vagy a tengerifűmezőkön él. Gyakran a Sargassum nevű barnamoszat-tutajok védelmében sodródik vagy az ember által készített vízalatti tárgyak környékét keresi. 1-73 méteres mélységek között tartózkodik. A 10-27 Celsius-fokos hőmérsékletű kedveli. Nem vándorol, viszont télen mélyebbre húzódik. Tápláléka apró rákok és egyéb gerinctelenek, melyeket beszippantva kap el.

## Szaporodása
A párzás során a nőstény a hím hasoldali költőerszényébe préseli az ikrákat. A kikeléshez körülbelül 20-21 nap kell hogy elteljen, de ezt a víz hőmérséklete befolyásolja.

## Felhasználása
A halászata csak kismértékű; az akváriumok számára fognak be belőle.

## Képek

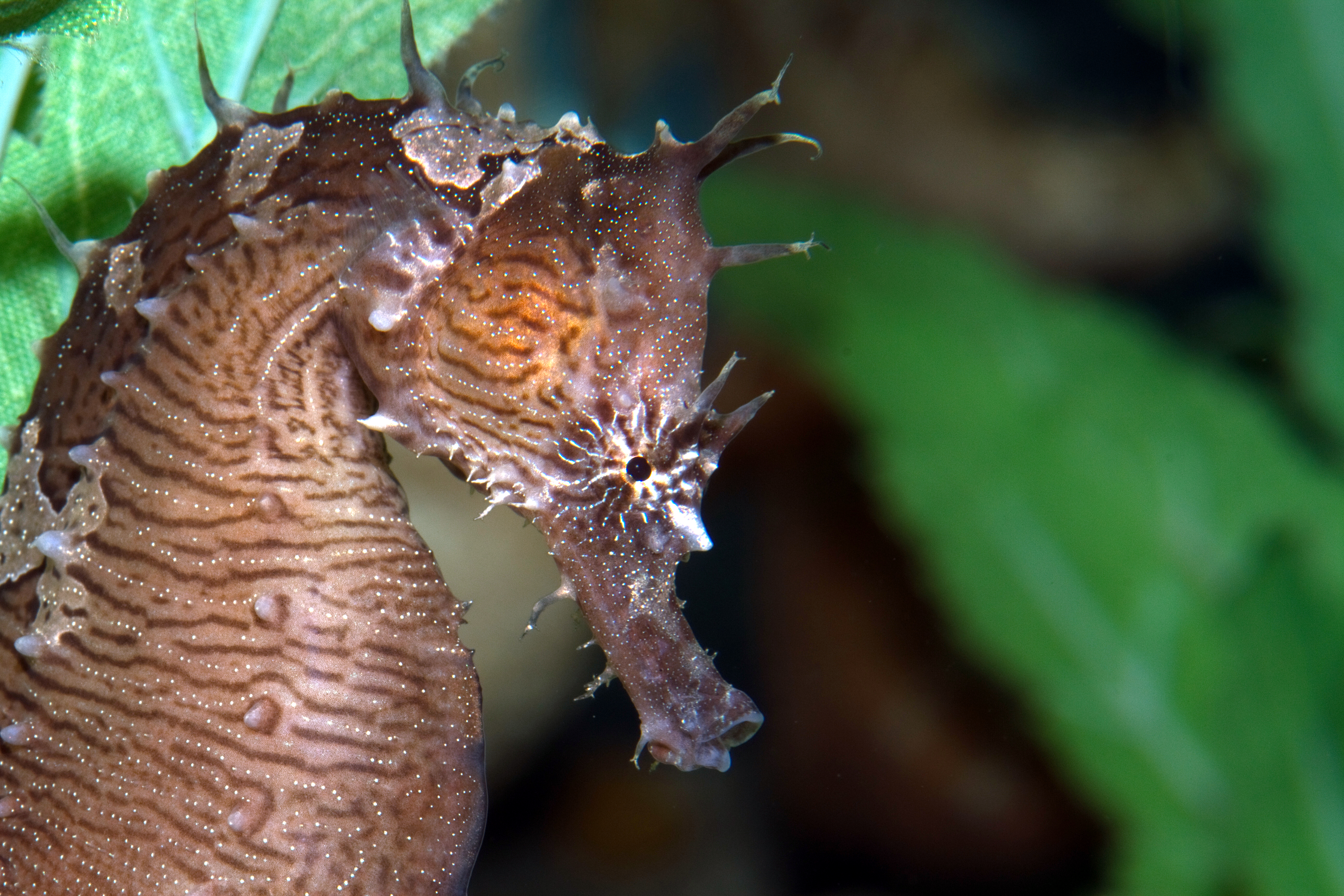
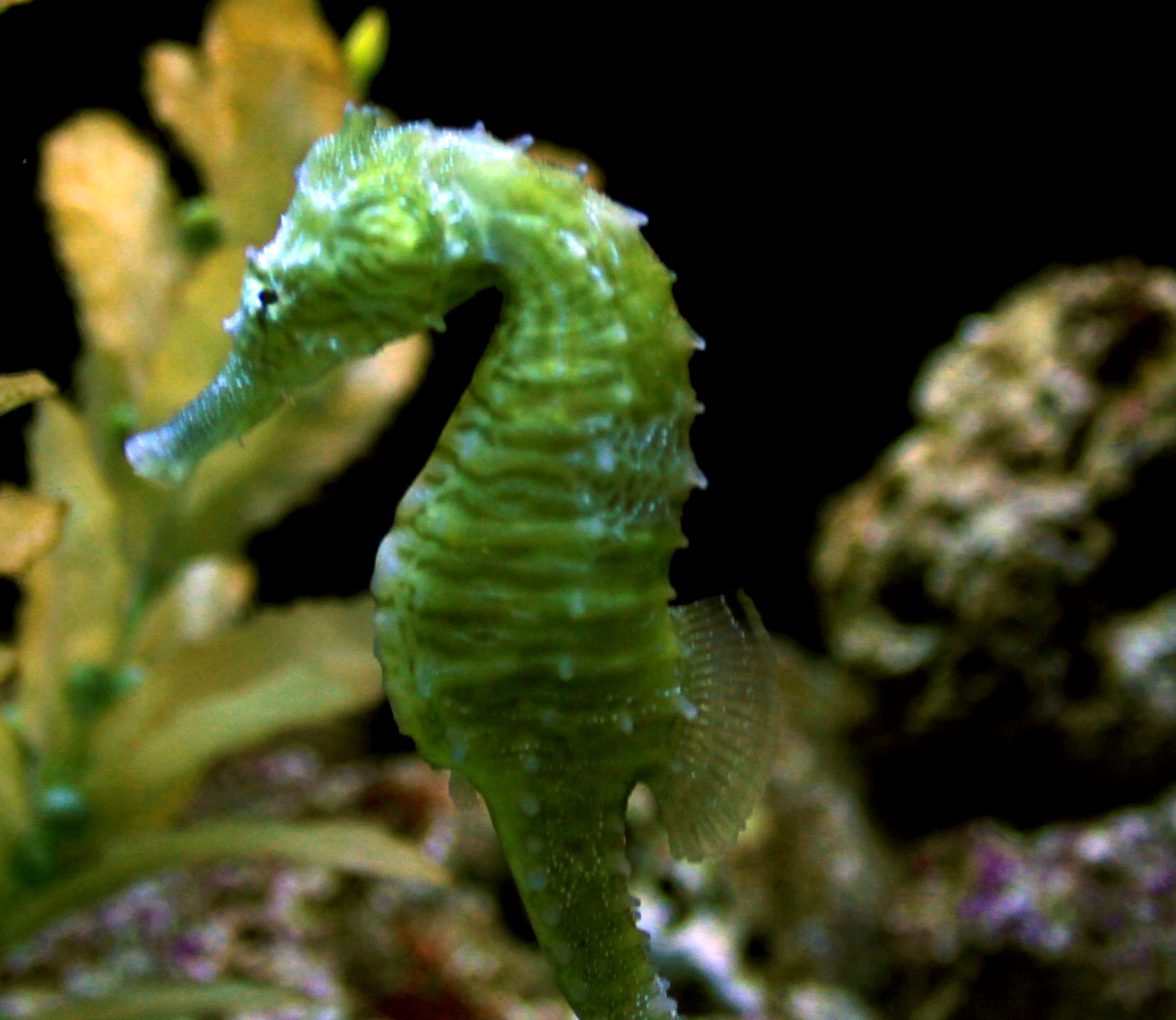
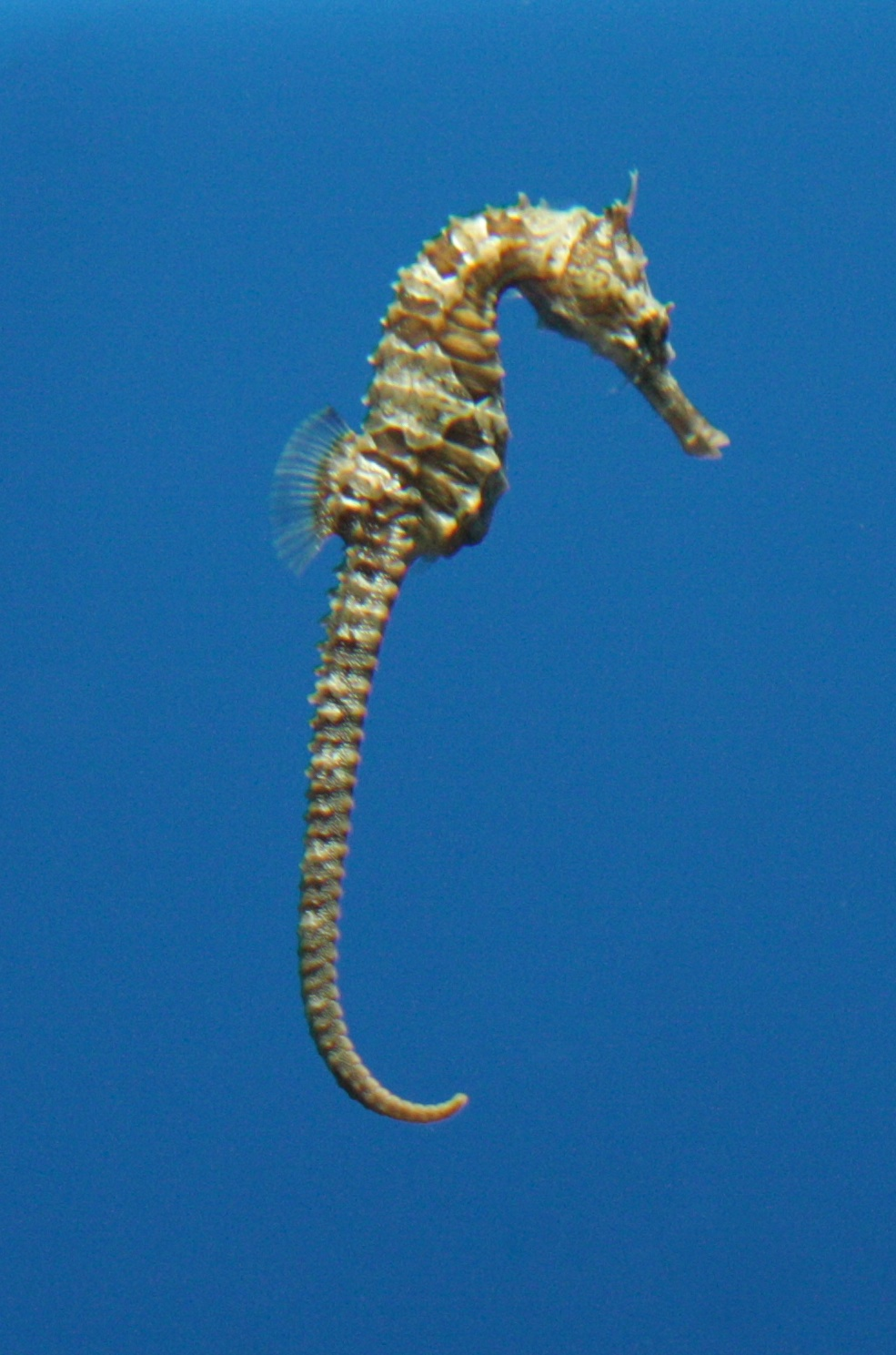
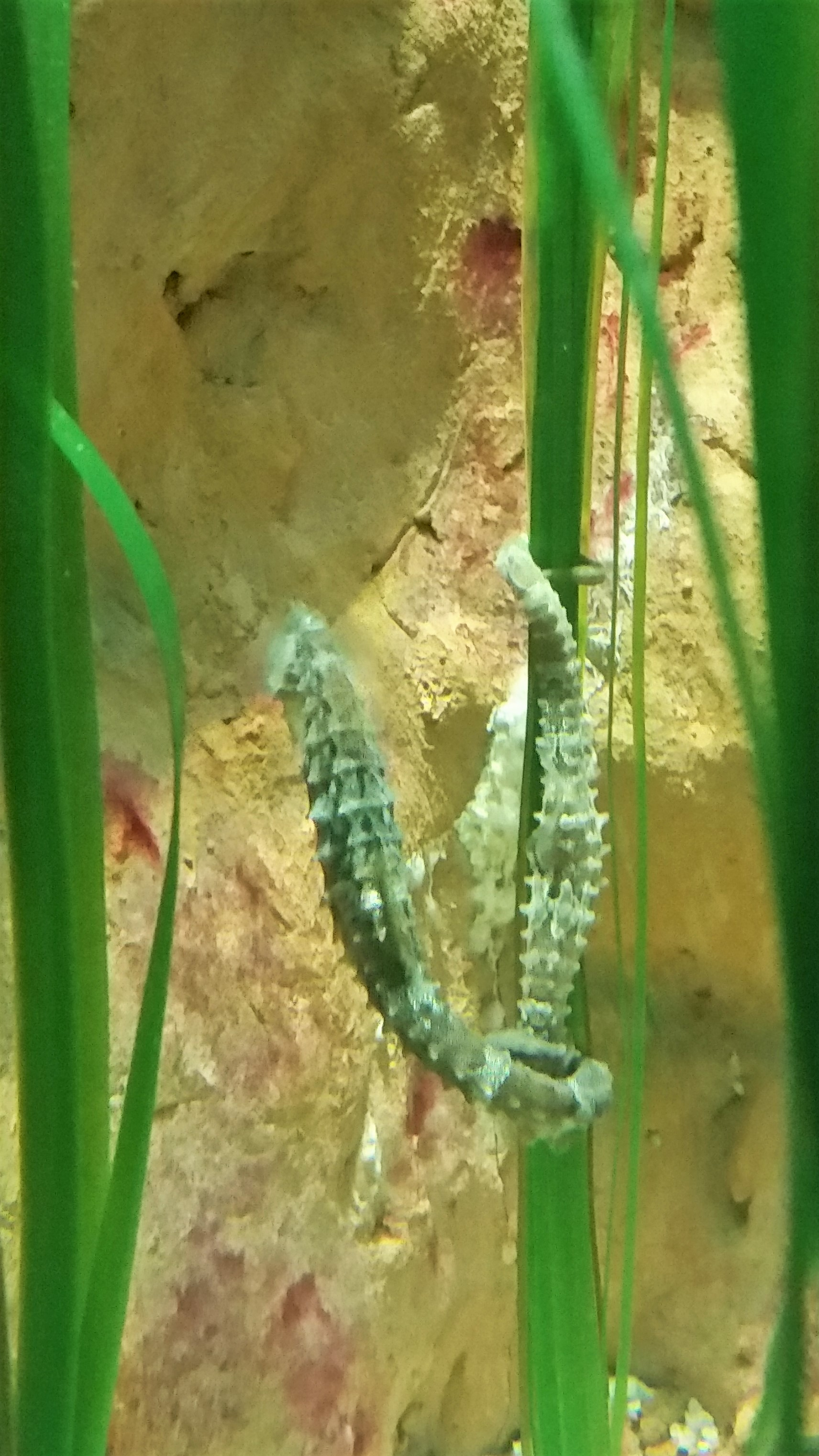
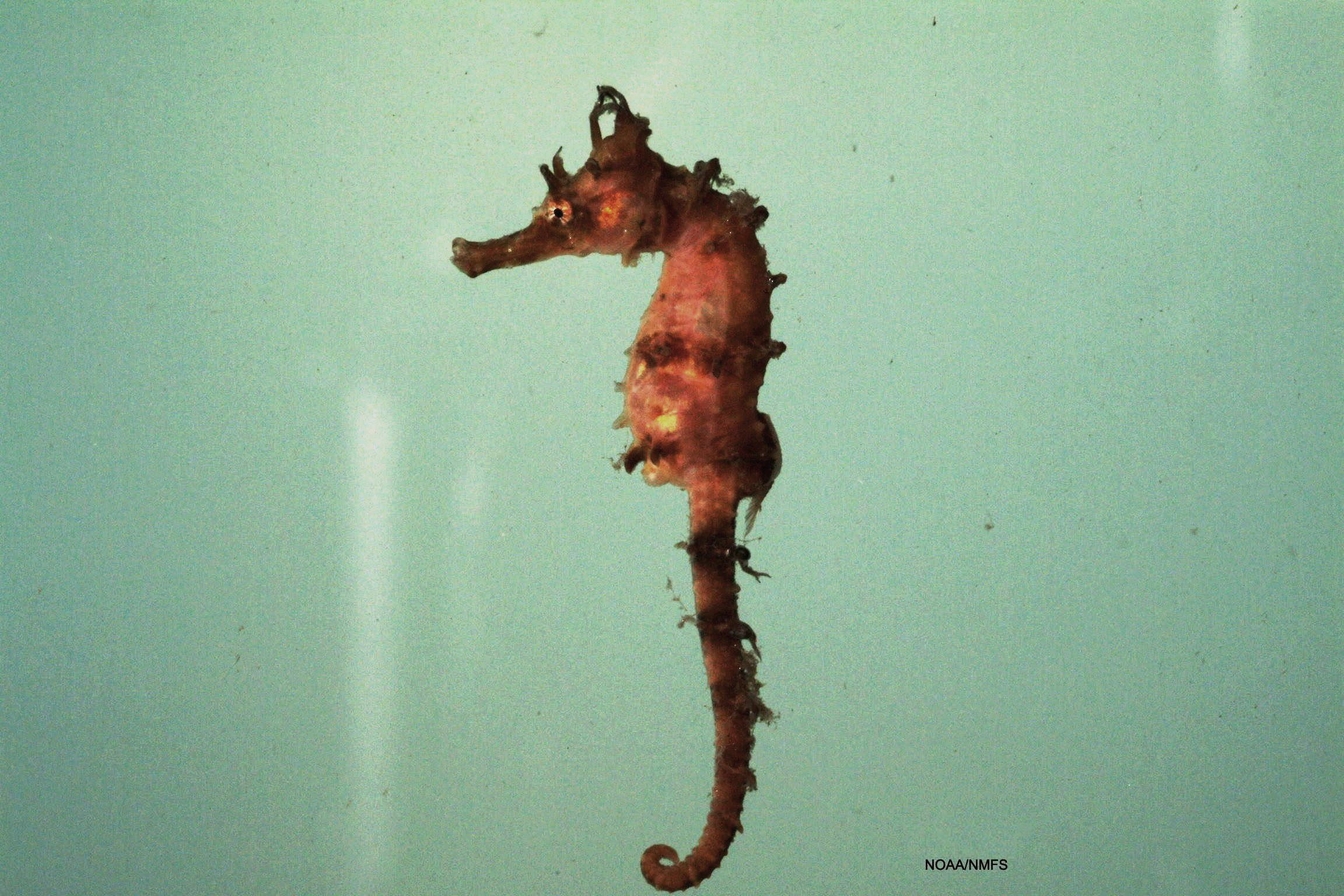